# Fiat Pulse
El Fiat Pulse es un automóvil de formato crossover del segmento B desarrollado en la Plataforma MLA del Grupo Stellantis. Fue presentado en 2021 y se fabrica en Brasil. Comparte varios componentes con el Argo y Cronos. Sus principales competidores son el Peugeot 2008, Chevrolet Tracker, Volkswagen T-Cross, Jeep Renegade, entre otros. Como novedades, un nuevo sistema multimedia de 10 pulgadas, ADAS, y el motor T200 y T270 (solo versión Abarth) Reemplaza al Fiat 500X en América Latina.

## Características
Se vende en versiones Drive 1.3 MT y AT con el motor 1.3 Flex (99 cv y 127nm), Audace y Impetus, con el motor Turbo 200 Flex (125cv, 200nm) En la versión Abarth, se equipa el motor T270 (175cv y 275nm) combinado con caja de cambios AT6 y tracción delantera. De serie es equipada con tracción 4x2, la caja de cambios es manual de 5 velocidades en gamas inferiores, (Menos en el nivel de equipamiento Abarth) mientras que las más equipadas contienen caja automatica de 7 marchas con variador continuo. La distancia entre ejes es de 2.532 mm, la longitud de 4.099 mm, el ancho (con espejos) 1.989 mm y la altura del vehículo 1.547mm. El motor 1.3 Flex alcanza una velocidad maxima de 173 km/h, por su parte, el T200, 186 km/h. Un punto fuerte del Fiat Pulse es su bajo consumo, logrando 6,4 litros cada cien kilómetros a 100 km/h y 9,3 litros “cada cien” cuando aumentamos la velocidad a 130 km.

### Ficha técnica

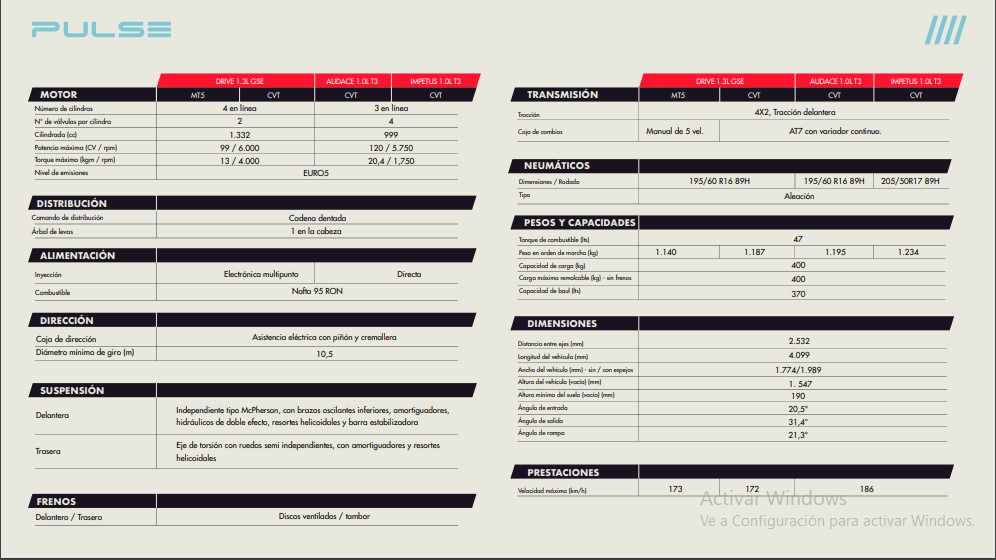
Fuente: Página oficial Fiat Latinoamérica